# Борис Лијешевић
Борис Лијешевић (Београд, 1976) српски је позоришни редитељ и универзитетски предавач.

## Биографија
Одрастао је у Будви, где завршава основну школу и гимназију и упознаје се са основама позоришне уметности на фестивалу „Град театар”.
Дипломирао је на Одсеку за српску књижевност и језик Филозофског факултета у Новом Саду и дипломирао је режију на Академији уметности у Новом Саду.
Запослен је у статусу ванредног професора на Академији уметности, где предаје глуму и режију.
Једна од критика наводи за Лијешевића да је редитељ ретког сензибилитета и осећаја за драмско, потпуно влада, створила једна велика представа.
Честа тема његових представе је Други светски рат.

## Приватни живот
Ожењен је и отац је два сина.
Воли да слуша Азру. Омиљени писац му је Данило Киш.
Противник је сваког вида национализма.

## Награде
- Награда „Град театар”[1]
- Две награде „Ардалион”[5]
- Награде града Београда “Деспот Стефан Лазаровић” за позоришно стваралаштво у 2020.[2]
- Награда Бојан Ступица[2]
- Гран при „Мира Траиловић”[2]
- Две Стеријине награде[2]
- Златно ћуран[2]
- Град театар[6][7]
- Награда Муци Драшкић
- Три награде Петар Кочић
- Искра културе
- Годишња награда ЈДПа
- Годишња награда Атељеа 212
- Годишња награда БДПа
- Годишња награда СНПа
- Награда Анђелко Штимац
- четири награде фестивала класике вршачка јесен
- награда за режију на фестивалу првоизведених представа у Алексинцу
- награда храбри нови свијет
- награда Јурислав Коренић

## Театрографија
- Општинско дете, 04.12.2004, Кикинда, Народно позориште[8]
- ПРИСУСТВО, 10.02.2005, Београд, Атеље 212[8]
- Грета, страница 89, 07.10.2005, Нови Сад, Српско народно позориште[8]
- Драги тата, 12.03.2006, Београд, Југословенско драмско позориште[8]
- Наход Симеон, 25.05.2006, Нови Сад, Српско народно позориште[8]
- Осврни се у гневу, 22.02.2007, Београд, Народно позориште[8]
- Зверињак, 14.09.2007, Нови Сад, Српско народно позориште[8]
- Јаре у млеку, 11.02.2009, Нови Сад, Позориште младих[8]
- Пројекција, 08.10.2009, Сомбор, Народно позориште[8]
- Чекаоница, 23.01.2010, Београд, Атеље 212[8]
- Елијахова столица, 16.10.2010, Београд, Југословенско драмско позориште[8]
- Поводом Галеба, 24.06.2011, Нови Сад, Позориште младих[8]
- Плодни дани, 17.03.2012, Београд, Атеље 212[8]
- Слуга двају господара, 11.10.2012, Нови Сад, Српско народно позориште[8]
- Галеб, 26.10.2012, Нови Сад, Српско народно позориште[8]
- Чаробњак, 14.02.2013, Сомбор, Народно позориште[8]
- Алкестида Љубљана, Словенско народно гледалишче
- Мирни дани у Миксинг парту, Загреб Зекаем
- Очеви су град(или) Подгорица Црногорско народно позориште
- Чувари твог поштења Подгорица, Градско позориште
- Осећај браде, Скопје Театар комедија
- Брашно у венама, Сарајево; Сартр
- Пети парк или Право на град, 11.07.2015, Београд, Битеф театар[8]
- Пијани, 04.02.2016, Београд, Атеље 212[8]
- Мир на Итаки (Bekeithakaban) Pozorište Chiky Gergely Темишвар
- Bella figura Загреб, Хрватско народно казалиште
- Хотел Слободан промет, 23.12.2016, Београд, Југословенско драмско позориште[8]
- Зрењанин, 25.05.2017, Зрењанин, Народно позориште 'Тоша Јовановић'[8]
- Евгеније Оњегин, 16.12.2017, Нови Сад, Позориште младих[8]
- Ноћна стража, 29.03.2018, Београд, Атеље 212[8]
- Лоренцачо, 28.05.2019, Београд, Југословенско драмско позориште[8]
- Читач, 24.10.2020, Београд, Београдско драмско позориште[8]
- Мефисто Ујвидеки синхаз
- Прослава, 2021, позориште Промена Нови Сад
- Под оба сунца, Огњен Спахић  2022. Зетски дом, Цетиње
- Шта ће бити са свима нама 2023, Народно позориште Тоша Јовановић, Зрењанин
- Беснило, Борислав Пекић, 2023 Народно позориште Сомбор
- (Пра)фауст, Јохан Волфганг Гете 2023 Београдско драмско позориште
- Михаел Колхас, Хајнрих фон Клајст, 2024 Југословенско драмско позориште, Београд
- Наличје, ауторски пројекат, 2024, Црногорско народно позориште, Подгорица[9]